# Andreas Haquini Kylander
Andreas Haquini Kylander, född 1655, död mars 1735 i Trehörna socken, Östergötlands län, var en svensk präst i Trehörna församling.

## Biografi
Andreas Haquini Kylander föddes 1655. Han var son till kyrkoherden Haqvinus Kylander och Elisabeth Torpadius i Vists socken. Kylander blev 1676 student vid Uppsala universitet, Uppsala och prästvigdes 1683 till komminister i Säby församling, Säby pastorat. Han blev 1693 kyrkoherde i Trehörna församling, Trehörna pastorat och avsade sig ämbetet 1713. Kylander avled i mars 1735 i Trehörna socken.

### Familj
Kylander gifte sig med Maria Hultenia. Hon var dotter till kyrkoherden Petrus Hulthenius och Anna Duræus i Vinnerstads socken. Maria Hultenia hade tidigare varit gift med kyrkoherden Petrus Petri Lucander i Trehörna socken.